# Стиль (искусство)
Стиль (лат. stylus — стержень, палочка для письма) — одна из основных категорий искусствознания. Уникальная целостность всех элементов содержания и формы художественного произведения, включающая его в исторический ряд схожих произведений, характеризуемых единством места и времени создания. В иной формулировке: особое качество формы произведения искусства, достигаемое целостностью творческого метода, способов формообразования, приёмов композиции, индивидуальной манеры и техники, свойственных художникам определённого исторического периода.

## Различные определения термина «стиль»
В античности «стилосом» называли инструмент, заострённую палочку для письма по дощечке, покрытой слоем воска. Отсюда — традиционное определение стиля в литературе: «Инструмент, склад речи, строй языка, характер использования выразительных средств». Слова «склад», «строй (построение)», «лад», «мера», «порядок» являются ключевыми для определения исторического феномена художественного стиля. Однако академическое определение стиля не раскрывает сущности стилевого единства: «Исторически сложившаяся устойчивая общность образной системы, средств и приёмов художественной выразительности, обусловленная единством идейного общественно-исторического содержания» (Большая советская энциклопедия. Т. 41, 1956). При этом остаётся неясным содержание понятий «общность образной системы» и «художественная выразительность». Новая редакция ничего не прибавляет к такому определению: «Устойчивое единство художественной образной системы, выразительных средств искусства».
А. Ф. Лосев, критикуя подобные формулировки, в качестве «первичного исходного пункта» определения стиля называет «нечто такое, что не сводится просто на форму, не сводится просто на структуру, и что нужно понимать и ставить выше всяких композиционных схем». Далее Лосев приводит формулировку философа А. П. Григоряна: «Стиль не просто способ выражения, но и субстанция, то есть некая инвариантная и в то же время неизменно пребывающая в движении художественная сущность, не только лежащая в основе той или иной эстетической категории, но и определяющая живой процесс искусства».
В итоге А. Ф. Лосев даёт собственное «последнее определение» художественного стиля: «Он есть принцип конструирования всего потенциала художественного произведения на основе его тех или иных надструктурных и внехудожественных заданностей и его первичных моделей, ощущаемых, однако, имманентно самим художественным структурам произведения».
По формулировке М. С. Кагана, «стиль есть прямое выражение взаимной опосредованности и всеобщей взаимозависимости элементов формы в системе любого масштаба и любой природы — и художественной и жизненной». Далее М. С. Каган уточнял, что «яркая творческая индивидуальность формирует индивидуально-своеобразный художественный стиль», и такие «стили» по-своему преломляют, индивидуализируют «большие стили».
Наиболее краткую формулу дал Л. И. Таруашвили: «Утилитарно не мотивированная стихийная склонность реагировать на разные стимулы сходным образом». Последнее определение констатирует обусловленность стиля психофизиологической природой человека, которая и определяет ограниченный набор повторяющихся формальных архетипов.
Одно из культурологических определений стиля: «Устоявшаяся форма художественного самоопределения эпохи, региона, нации, социальной или творческой группы, либо отдельной личности»… Понятие стиля «распространяется и на все иные виды человеческой деятельности, превращаясь в одну из важнейших категорий культуры в целом, в динамически меняющуюся итоговую сумму её конкретных исторических проявлений».
Споры специалистов в основном сводятся к следующему: стиль — это содержание или только форма? В отношении «зрительных искусств» — архитектуры, изобразительного и декоративно-прикладного искусства — эта тема вызывает особенно активные дискуссии, поскольку она связана с соотношением понятий стиля и композиции. Композиция представляет собой уникальную (каждый раз новую) целостность всех элементов содержания и формы. Стиль составляет целостность тех же элементов. Следовательно, сущность феномена художественного стиля заключена не в элементах и тем более не в «формальных носителях» (их набор незначительно меняется на протяжении истории искусства), а в том, каким образом эти элементы соединяются между собой.
Феномен художественного стиля имеет три основных особенности. Первая особенность состоит в том, что композиционная целостность воспринимается в формальных границах одного конкретного произведения искусства, она сущностно пространственна. Стилевое единство имеет преимущественно временно́й характер — оно создаётся пространственными средствами, но воспринимается и оценивается сравнением многих произведений и в их соотнесённости с историческим временем. Стилевые качества, в отличие от композиционной целостности, не локализуются в границах отдельного произведения искусства. Иначе говоря, композиционная целостность формально-пространственна, а стилевая, складывающаяся из тех же компонентов, воспринимается опосредованно и анализируется сравнительно-историческим методом. Композиция создаёт непосредственное ощущение целостности отдельного произведения; художественный стиль отражает изменения представлений человека о мире в историческом времени. Композиция — это создание пространственной целостности; стиль — художественное переживание и отражение исторического времени.
Вторая особенность заключается в непреднамеренности стиля. В процессе творчества автор произведения размышляет о способах воплощения идеи, темы, сюжета, о композиции, методике и технике работы. Он выполняет множество эскизов. Ему приходится думать о стоимости холста и красок. Архитектор вынужден составлять смету, согласовывать её с заказчиком или выпрашивать дополнительные средства и материалы. Стиль рождается непреднамеренно. Если художник в процессе создания произведения думает о стиле, заранее решает, каким в стилевом отношении будет результат, то он из творца превращается в стилизатора. Качества стиля складываются как бы вне желания автора, поскольку существуют не в пространстве одного художественного произведения, а в историческом пространстве-времени. Поэтому историку искусства для определения стиля необходимо мысленно выстроить ряд произведений, объединяемых по сходству признаков, и ощущение стиля возникнет само собой. Именно так работают мастера интуитивной знаточеской стилевой атрибуции художественных произведений. Они мысленно или реально (с помощью зарисовок и фотографий) формируют ряд художественных произведений. Если искомое произведение, помещённое в этот ряд, не кажется чуждым, можно сделать предварительный вывод о стилевой общности и отнесении искомого к данному историческому стилю.
Третья особенность объясняет, почему в отличие от композиционного единства качество стилевой цельности — редкое явление. Наименования «классицизм», «барокко», «рококо» — культурологические абстракции. В действительности, в истории искусства мы наблюдаем не сложившиеся стили, а процесс их длительного становления и взаимодействия в форме смешанных историко-региональных разновидностей в индивидуальном претворении того или иного мастера. «Le style c’est l’homme» (Стиль — это человек) — знаменитый афоризм Ж. Бюффона (из речи, произнесённой 25 августа 1753 года по случаю избрания его во Французскую академию). Стиль представляет собой не устойчивую общность, а динамическую целостность содержательно-формальных элементов, постоянно развивающуюся и неуловимо меняющуюся в историческом времени. Другими словами, в действительной истории искусства мы имеем дело не со стилем или несколькими стилями, а с непрерывным и разветвлённым историко-художественным процессом стилеобразования в форме смешанных стилевых метаструктур. Сложность этого понятия объясняет, почему слово «стиль» в качестве категории искусствознания так долго входило в научный оборот и до настоящего времени не имеет общепринятого определения.
Стиль в искусствознании является многофункциональной категорией, вокруг которой образовалась система терминов с семантическим ядром «стиль», одинаковых по форме, но разных по содержанию. При определении содержания терминов с ядром «стиль» необходимо учитывать стилеобразующий фактор, формирующий их значение:
| Значение                                                        | Стилеобразующий фактор | Примеры употребления |
| --------------------------------------------------------------- | --- | --- |
| Отличительные черты художественного развития исторической эпохи | | |
| Изменчивость стиля в историческом развитии                      | Античный стиль, византийский стиль, романский стиль                                                                                | |
| Корреляция общих и частных черт                                 | Исторический стиль, большой стиль, эпохальный стиль, интернациональный стиль, индивидуальный стиль                                 | |
| Стиль художественного направления, течения, школы               | Отличительные черты художественного направления, течения, школы                                                                    | стиль романтизма, стиль классицизма, стиль новгородской иконописи, стиль школы Рубенса                                                                                   |
| Региональный стиль                                              | | |
| Место расположения региона                                      | Европеизированный стиль, стиль веймарского классицизма, йенского романтизма                                                        | |
| Имя правителя, мецената                                         | Стиль елизаветинского рококо, викторианский стиль, стиль Тюдоров                                                                   | |
| Национальный признак                                            | Стиль немецкого барокко, украинского барокко, русского ампира                                                                      | |
| Происхождение материала                                         | Стиль нижегородской резьбы, делфтских фаянсов                                                                                      | |
| Имя создателя                                                   | Стиль виноградовского фарфора, лассалевских тканей                                                                                 | |
| Место расположения производства                                 | Стиль дымковской игрушки, гжельского фарфора                                                                                       | |
| Имя крупнейшего художника                                       | Стиль Веласкеса, Рембрандта, Рублёва                                                                                               | |
| Совокупность свойств исторического стиля                        | Проявление свойств в каком-либо направлении, течении, школе                                                                        | Стиль ампир, стиль модерн, стиль (школа) Рубенса |
| Процесс творчества, связанный с формообразованием               | Единство содержания и формы | Постимпрессионистский стиль, готический стиль, пасторальный стиль |
| Процесс творчества, связанный с техникой и формообразованием    | Единство техники, содержания и формы                                                                                               | Стиль античной скульптуры, стиль владимирской иконописи, стиль монументальный стиль советского периода, стиль городецкой росписи, гжельского фарфора, дымковской игрушки |
| Результат творческой деятельности                               | Воспринимаемое зрителем своеобразие, оригинальность произведения искусства                                                         | |
| Художественный смысл формы                                      | Оценка качественных свойств произведения, целостность всех составляющих, отсутствие эклектики                                      | «В нём не чувствуется стиля», «картина лишена стиля» |
| Индивидуальный стиль                                            | Оригинальные особенности, зачастую выходящие за рамки исторического стиля, характерные для отдельных художников                    | Стиль Боттичелли, левитановский стиль, стиль Босха |
| Неостиль, исторический стиль                                    | «Возвращённый» стиль, не связанный с историческими периодами. Использование художниками старых форм в других исторических условиях | Неорококо, неоготика, неоклассицизм |
| Функциональное значение                                         | Форма разрешения художественных проблем                                                                                            | Конструктивный, деструктивный (декоративный), орнаментальный стиль |
| Стиль эпохи                                                     | Доминирующий стиль определённой исторической эпохи                                                                                 | Стиль романтизма, стиль классицизма |

## История изучения феномена стиля в искусстве
В классической античности по причине нерасчленённости искусства и теоретического знания понятие стиля замещали «типами» (греч. typоs — отпечаток, очертание, след, образец) или «модусами» (лат. modus — мера, величина, правило). Древнегреческий ритор Гермоген (ок. 160—225) в трактате «О типах речи» выделил семь «типосов»: ясный, величественный, тщательный, назидательный, пылкий, правдивый, мощный. В эпоху итальянского Возрождения, когда складывались основные понятия изобразительного искусства, вместо слова «стиль» предпочитали использовать термин «манера», обозначающий индивидуальный почерк художника (ит. maniera, от лат. manus — рука). Именно таким термином пользовался Дж. Вазари в «Жизнеописаниях наиболее знаменитых живописцев, ваятелей и зодчих» (1550).
В качестве содержательного понятия слово «стиль» (ит. stile) впервые употребил флорентийский архитектор, скульптор и теоретик искусства А. Филарете в «Трактате об архитектуре» (ок. 1465). Однако на протяжении XVII века в лексиконе теоретиков классицизма и барокко качества, которые мы ныне именуем стилевыми, продолжали называть манерой. Например, обозначение художественного стиля эпохи Людовика XIV во Франции — «большая, или величественная, манера» (фр. grand manière) мы переводим как «большой стиль».
Понятиям стиля и школы в искусстве придал важное значение Дж. Манчини в своём сочинении «Рассуждения о живописи» (Le Considerazioni sulla pittura, 1617—1621). В 1672 году Дж. П. Беллори, живописец и теоретик искусства классицизма, в сочинении «Жизнеописания современных живописцев, скульпторов и архитекторов» (1672) придал понятию «стиль» качество эстетической категории. В частности, в приложении к жизнеописанию Н. Пуссена, выдающегося живописца французского классицизма, Беллори упоминает «теорию модусов», которую разрабатывал живописец. Пуссен заимствовал этот термин из трактатов по теории музыки Дж. Царлино, которые издавались в Венеции в 1558, 1562 и 1571 годах. Царлино исходил из классификации музыкальных «ладов», созданной Аристотелем. В отличие от Пуссена Беллори в этом контексте использовал термин «стиль».
И. В. Гёте изложил своё понимание художественного стиля. В 1789 году он опубликовал статью «Простое подражание природе, манера, стиль». В ней Гёте выделил три стадии, или уровня, творческого мышления художника. Первая стадия — простое копирование природы, которое не создаёт стиля. Вторая стадия творчества — привнесение личностных ощущений — рождает «манеру». Третья, наивысшая, предполагает «познание сущности вещей», она и производит уникальный художественный стиль.
«Формальная теория» стиля складывалась в швейцарско-австрийско-немецкой школе искусствознания на основе концепций А. Ригля и Г. Вёльфлина. Качества формы, по мнению Вёльфлина, и составляют стиль, определяющий общие особенности произведений, созданных в одну эпоху и в одном месте. Таким образом, понятие «стиль» связывает категории исторического типа искусства и национальной или региональной художественной школы. Для концепции Вёльфлина характерно представление об имманентных (внутренне закономерных) процессах стилевого развития, в котором Ренессанс и барокко представляют собой воплощение двух противоположных «форм зрения». Эти формы характеризуются знаменитыми «вёльфлиновскими парами понятий»: «линейность — живописность»; «плоскость — глубина»; «замкнутая форма — открытая форма»; «множественность — единство»; «ясность — неясность». В 1934 году французский историк и теоретик искусства А. Фосийон в работе «Жизнь форм» («Vie des Formes») изложил идею о «биологическом ритме», пронизывающем историческое развитие искусства всех эпох, направлений, стилей и национальных школ.
Идеи периодически повторяющихся фаз развития искусства (архаика, классика, упадок) в концепции Вёльфлина, «биологический ритм» А. Фосийона, «художественная воля» А. Ригля нашли отражение в книге немецкого историка и теоретика искусства, доктора философии Берлинского университета Э. Кон-Винера «История стилей изобразительных искусств» (1916). В повторяющихся циклах развития разных культур Кон-Винер выделял одинаковые стадии:
• конструктивную;
• деструктивную, или декоративную;
• орнаментальную.
Все исторические циклы этого замкнутого круга рождений и перерождений показывают периодически повторяющиеся стадии разрешения художественных задач. Всякий раз за конструктивной стадией следует декоративная (или маньеристическая), затем она сменяется орнаментальной, снова заменяется конструктивной, выросшей уже на иных культурно-исторических традициях. Книга Кон-Винера страдает схематизмом, но она была переведена на многие языки и не имеет равных по количеству переизданий на русском языке, что свидетельствует о её популярности.
Австрийский историк и теоретик искусства Э. Гомбрих исповедовал иконологический подход и методику сравнительного анализа произведений изобразительного искусства, включая психологические аспекты восприятия, чем значительно расширил теорию Вёльфлина. Гомбрих доказывал, что стиль возникает «между сходством и несходством», там, где художник привносит в изображение собственное мироощущение, понимание, «вчувствование». По формуле Гомбриха, стиль — это «образ минус объект». Следовательно, стилевые качества отражают то субъективное, что художник придаёт своему произведению. Поэтому натурализм не имеет стиля, так же как и абстрактивизм.
Французский философ И. Тэн определил стиль в качестве «последней координации» всех элементов художественного произведения «в состоянии духа, чутья художника». В результате сравнительного анализа многих концепций и определений становится очевидной межвидовая природа художественного стиля. Стиль — это формирующаяся в историческом времени целостность образных средств и приёмов, общезначимых для разных видов искусства. Но более всего «формальные носители» того или иного стиля проявлены в истории архитектуры, орнамента и декоративного искусства как наиболее абстрагированных форм художественного мышления. Поэтому орнамент справедливо называют «почерком эпохи». В то же время в истории искусства не бывает стилей «хороших» или «плохих», прогрессивных или регрессивных, менее или более востребованных; все стилевые метаморфозы в разное время и в равной степени необходимы и достаточны для историко-культурного процесса.

## Понятия, связанные с категорией «стиль»
Сложившийся художественный стиль — редко достигаемая целостность качеств, сторон и отношений многих произведений разных видов искусства; не случайно его именуют «неосуществлённой идеальной тенденцией». Поэтому чаще мы наблюдаем отдельные стилевые качества. В отличие от понятия «стиль» «стилистикой» именуют качества, не достигшие стилевой целостности. Важное значение имеет иерархическая связь различных понятий. Так в культурологии существует понятие «исторический тип культуры». Искусствоведы используют более узкое определение: исторический тип искусства. В границах каждого исторического типа искусства: первобытного, античного, средневекового, ренессансного, постренессансного, формируются и развиваются различные художественные стили, течения и школы. Например, в границах исторического типа античного искусства развивались стили греческой архаики, классики (ранней и поздней), эллинизма, времени римской республики, ранней империи, римского классицизма «золотого века» правления императора Августа… Каждый из этих историко-региональных стилей включает различные стилевые течения и художественные школы.
Другое основополагающее понятие — художественное направление. Это не стилевая, а мировоззренческая, идеологическая категория. Направление представляет собой совокупность идей, концепций, теоретических трактатов, эстетических эссе, манифестов. К художественным направлениям относят две взаимно дополняющих и противоборствующих в истории искусства эстетические программы: классицизма и романтизма. В иных концепциях называют реализм, натурализм, идеализм.
На основе направлений формируются «большие» исторические стили и их историко-региональные разновидности (мы их называем в родительном падеже), например: «художественный стиль классицизма» (а не «стиль классицизм»), поскольку необходимо уточнять, какой именно стиль из многих имеется ввиду: римский классицизм XVI века, французский классицизм XVII века, екатерининский классицизм в России второй половины XVIII века, неоклассицизм второй половины XVIII века во Франции или неоклассицизм начала XX века в России. Все эти стили значительно различаются между собой, но принадлежат к одному художественному направлению.
Также, к примеру, различны историко-региональные модификации исторического стиля барокко. Уникальным является стиль барокко второй половины XVI—XVII веков в архитектуре Рима. Путём контаминации элементов барокко и рококо в XVIII столетии сложилась историко-региональная разновидность немецко-австрийского барочно-рокайльного стиля. Использование форм итальянского барокко, французского классицизма, традиционной голландской и английской архитектуры явилось основой стиля «петровского барокко» первой четверти XVIII века в Санкт-Петербурге. Уникальный «елизаветинский стиль» середины XVIII столетия в России, воплощённый гением архитектора Б. Ф. Растрелли, является соединением элементов классицизма, барокко, рококо и древнерусских традиций. «Переосмысление достижений французского классицизма и итальянской классики с учётом национальных особенностей привело к формированию оригинального стиля русского классицизма, а воссоединение изначально противоборствовавших идей классицизма и романтизма стимулировало развитие русского академического искусства первой трети XIX века. Однако русский классицизм в Санкт-Петербурге, Москве и провинциальных городах также существенно различаются между собой».
Внутри историко-региональных стилей развиваются стилевые течения, связанные с местными традициями, школами, творчеством отдельных мастеров. Общность стилевых течений (в границах одного историко-регионального стиля) обеспечивается общими архетипами, единым смысловым пространством, хотя формы могут быть разными. Иногда, напротив, схожие формы не укладываются в каноническую хронологию смены художественных стилей. Например, течение шинуазри («китайщина») развивалось в рамках стилей французского регентства, рококо, неоклассицизма, ампира и даже модерна.
Справедливо отмечают, что в истории искусства происходит постепенное измельчание художественных направлений и стилей. До эпохи итальянского Возрождения западноевропейское искусство развивалось в границах отдельных исторических типов, в искусстве XVII—XVIII веков — между двумя крупными художественными направлениями: классицизмом и романтизмом. С 1830-х годов, в период историзма и неостилей, доминировали отдельные течения и индивидуальные художественные стили, которые постепенно низводились до уровня различия манер и технических приёмов. В периоды модернизма и постмодернизма ежегодно провозглашались новые стили, появлялись манифесты новых направлений и школ в искусстве, но они не оказывали принципиального воздействия и тут же сменялись другими. Поэтому искусство ХХ — XXI веков часто называют внестилевым.
Вторичное, искусственное соединение элементов различных стилей именуют эклектикой (греч. eklegein — выбирать). Эклектический метод отличается от элективного (лат. electare — отбирать), предполагающего выбор единственного прототипа. Результат предварительных размышлений или заданности прототипа, иконографического источника, образца, который именуют стилизуемым, называют стилизацией. Искусная стилизация может создать стиль, эклектическое мышление предполагает намеренное, программное смешение элементов разных художественных стилей. Поэтому эклектика в большинстве случаев означает отсутствие стилевой целостности.

## Историческое взаимодействие художественных стилей, полистилизм и теория «внестилевого развития»
Принято считать, что в каждую эпоху формируется определённый «способ вѝдения мира». Лучше других этот способ постигают профессионалы — мастера изобразительного искусства. Существует выражение: «Люди воспринимают мир глазами своих художников». Общепринятым также является тезис: сложившийся стиль является результатом согласия художника со своей эпохой. Однако художественное произведение, созданное в определённый исторический момент, не обязательно отражает «дух времени» (нем. Zeitgeist; фр. l’ air du temps). Мышление художника часто опережает своё время или наоборот, отстаёт от него в ретроспективных устремлениях. Поэтому стиль конкретного художественного произведения так или иначе контаминирует разновременные моменты.
Но и в отдельных эпизодах истории искусства мы наблюдаем не один художественный стиль, а множество развивающихся и взаимодействующих между собой (часто противоборствующих) стилей и стилевых течений. Например: XVII век часто называют эпохой барокко. Но именно в XVII столетии одновременно с господством стиля барокко в архитектуре и скульптуре Италии в этой же стране творили классицисты Н. Пуссен и К. Лоррен, а во Франции складывалась эстетическая теория классицизма. Между классицизмом и барокко мы видим мятущийся гений Рубенса и загадочное творчество Рембрандта, а собственно барочная архитектура, скульптура и живопись наследуют элементы классицистических стилей.
Не следует говорить о «стиле эпохи» в единственном числе, но можно о стилях эпохи или о стиле, создающем эпоху в искусстве, — в том смысле, что на определённом этапе развития возникают ситуации, когда какой-то один стиль превалирует, оказывает воздействие на другие, теснит отживающие свой век стили. Ещё лучше говорить об «искусстве эпохи» либо об историческом типе искусства, включающем различные художественные направления, течения, стили.
Неверным следует признать определение «стиль Ренессанс», поскольку в эпоху Возрождения существовали разные, в том числе взаимоисключающие художественные стили и течения. Правильное определение — «художественный стиль эпохи Возрождения», при этом желательно дать наименование историко-регионального стиля или течения, о котором идёт речь. Результатом полистилизма — одновременного развития различных художественных стилей — являются смешанные и вторичные стилевые модификации. «Чистых стилей» в искусстве вообще не бывает, поскольку в одну и ту же эпоху, как правило, сосуществуют и взаимодействуют несколько исторических стилей.
На архаических этапах развития того или иного исторического типа искусства «исторический стиль» находится в стадии зарождения. В зрелые, классические периоды стиль достигает своего апогея и далее впадает в период кризиса и распада, перерождается в маньеристские формы. Один стиль зарождается в недрах другого, в «критических формах» (определение Х. Зедльмайра) старого стиля нарождаются новые, которые получают интенсивное развитие в следующую эпоху. Существует и программный полистилизм. Например, в интерьерах готических соборов со временем устанавливали барочные алтари, в результате возникал своеобразный стилевой консонанс. Несмотря на различия форм, готику и барокко объединяют общие духовные основы и принципы формообразования. Поэтому «барочная готика», или «готическое барокко», например, в искусстве Чехии и Южной Германии XVII—XVIII веков не являются эклектичными. Подобные феномены называют стилевыми метаморфозами.
Не все художники, даже выдающиеся, достигают целостности индивидуального стиля, в этих случаях исследователи используют определение «внестилевое развитие». Теорию «внестилевой линии» в истории искусства разрабатывал Е. И. Ротенберг. Он считал стиль «мировоззренческой категорией» и одновременно «всеобщей формой художественного творчества», противостоящей индивидуальному началу. По концепции Ротенберга, «всеобщая стилевая форма» господствует в определённую эпоху, но в XVII столетии, в связи с интенсивным развитием искусства станко́вой картины, возник кризис «всеобщей стилевой формы». Ранее, в период Ренессанса, художественная форма была ориентирована на «синтез искусств на основе архитектуры». Однако с позднего творчества Микеланджело утрачивается ренессансное единство, и в классическом искусстве происходит разделение на две магистральные линии «стилевых форм» (ренессанс-маньеризм и барокко) и возникает третья, «внестилевая линия», противостоящая крупным стилевым формам. К «внестилевой линии» Ротенберг относил творчество Пуссена, Рембрандта, Рубенса, Караваджо, Веласкеса. «Внестилевая линия» обеспечивала в постренессансный период не только «самоопределение видов искусства», но также тематическую и жанровую дифференциацию внутри каждого из них. «Внестилевые» мастера создавали не общую картину, а «индивидуальные образно-тематические концепции».
Эта теория подтверждается материалом главным образом одного вида искусства — живописи. Но и в этих границах к внестилевой линии оказались отнесены Пуссен и Рубенс, великие мастера, более других демонстрирующие своим творчеством эстетику: в одном случае — классицизма, в другом — барокко. Правда, и в искусстве Пуссена (классицизм), и в живописи Рубенса (барокко) имеются различные влияния и стилевые элементы. Своеобразие индивидуального претворения «больших стилей» существовало всегда и связано с многими факторами. Очевидно, что отношения «общее — частное» в содержании и форме каждого художественного стиля требует более сложной интерпретации.